# Drosanthemum edwardsiae
Drosanthemum edwardsiae är en isörtsväxtart som beskrevs av L. Bol. Drosanthemum edwardsiae ingår i släktet Drosanthemum och familjen isörtsväxter. Inga underarter finns listade i Catalogue of Life.